# موری کوماتسومارو
موری کوماتسومارو (به ژاپنی: 毛利幸松丸 Mōri Kōmatsumaru)؛ ۱۵۱۵ – ۲۵ اوت ۱۵۲۳ (سن ۷ یا ۸)) دایمیو (ارباب فئودالی) در ولایت آکی در دوره سنگوکو بود.